# Neobarya agaricicola
Neobarya agaricicola är en svampart som först beskrevs av Miles Joseph Berkeley, och fick sitt nu gällande namn av Samuels & Lowen 2007. Neobarya agaricicola ingår i släktet Neobarya och familjen Clavicipitaceae.   Inga underarter finns listade i Catalogue of Life.